# Liệu pháp Hiện Sinh
Liệu pháp tâm lý Hiện Sinh là một phương pháp triết lý trị liệu dựa trên niềm tin rằng xung đột nội tâm trong mỗi người là do sự đối đầu của họ với những vấn đề Tồn Sinh. Những vấn đề này, như Irvin D. Yalom đã lưu ý là: sự không tránh khỏi cái Chết, Tự Do và vấn đề lĩnh nhận trách nhiệm, Hiện Sinh cô lập (liên quan tới Hiện tượng học) và cuối cùng là Tính Vô Nghĩa – Phi Lý. Bốn điều này được xem là những quan tâm chính yếu và là nền tạo dựng nên hình hài liệu pháp tâm lý Hiện Sinh, đem lại bộ khung giúp các nhà trị liệu khái niệm hoá các vấn đề của thân chủ để phát triển một phương pháp trị liệu. Trong trường phái trị liệu Hiện Sinh của Anh quốc (Cooper, 2003), những nan đề này được xem như những căng thẳng và những nghịch luận về bốn chiều cạnh của tồn tại Người: cái thân xác, cái cộng đồng xã hội, cái cá nhân và vùng lãnh địa tinh thần (Umwelt, Miwelt, Eigenwelt và Uberwelt).

## Nền tảng
Các triết gia là những người đặc biệt hợp với việc phát triển tâm lý liệu pháp này, và công trình của họ đã trực tiếp hướng tới diễn giải về tồn tại người. Nhưng những phong trào triết học có tầm quan trọng nhất và đã trực tiếp lĩnh nhận trách nhiệm cho việc tạo sinh nên Hiện Sinh liệu pháp phải kể đến Hiện Tượng Học và Triết học Hiện Sinh.
Khởi điểm của Triết học Hiện Sinh (xem Warnock, 1970; Mace, 1999; Van Deurzen và Kenward, 2005) có thể truy nguyên về thế kỉ 19 với công trình của Kierkegaard và Nietzsche. Cả hai đều xung đột với chủ nghĩa duy tâm đang thống trị tại thời đó và nhắm tới khám phá thực tại như nó được trải nghiệm bởi niềm mê say và theo cách thức cá nhân.
Kierkegaard (1813 – 1855) chống đối dữ dội với sự hiểu biết sai lầm phổ biến và sự lạm dụng giáo điều Thiên chúa giáo và với cái gọi là "khách quan" của khoa học (Kierkegaard, 1841, 1844). Ông cho rằng cả hai đều là những cách trốn tránh nỗi lo âu từ vấn đề tồn tại Người. Kierkegaard rất xem thường cách sống chỉ thông qua những thứ xung quanh anh và tin rằng chỉ có thể khám phá tận mức chân lý một cách chủ quan qua hành động của cá nhân. Điều thiếu hụt nhất là sự cam đảm của con người dám lãnh nhận niềm tin và sống với niềm đam mê và giao ước từ sâu thẳm nội tâm của Tồn tại. Nó bao hàm cả cuộc đấu tranh miên viễn giữa cái vô thường và cái thường hằng trong bản chất chúng ta như một phần của nhiệm vụ khó khăn trong việc tạo sinh nên cái Bản Ngã và kiếm tìm ý nghĩa. Hệt như chính Kierkegaard đã sống như lời ông nói trong sự cô độc và cười nhạo suốt một đời.
Nietzsche (1844 – 1900) đẩy thứ triết học về tồn sinh này xa hơn nữa. Khởi điểm của ông là quan điểm cho rằng Chúa Đã Chết, rằng cái ý nghĩ về Chúa đã quá cùn mòn hủ lậu và bị giới hạn (Nietzsche, 1861, 1874, 1886) và rằng đã tới lúc chúng ta phải định giá lại Tồn Sinh trong ánh sáng này. Ông gọi mời con người hãy phá tung những gông cùm luân lý và cái xã hội u đày này để khám phá ý chí tự do mà sống theo ước muốn của riêng mình. mà giờ chỉ còn lưu giữ trong triết thuyết của ông mà thôi. Ông khích lệ con người vượt thoát khỏi nền văn minh và chọn lựa những chuẩn thức cho riêng mình. Các chủ đề Hiện Sinh quan trọng về Tự Do, Quyết Chọn, Trách Nhiệm và Cam Đảm đã được đưa ra lần đầu tiên.
Trong khi Kierkegaard và Nietzsche hướng chú ý vào các vấn đề tồn tại người cần được chú ý thì Hiện tượng học của Husserl (Husserl, 1960, 1962; Moran, 2000) đã đưa ra một phương pháp để hướng chúng vào một cách giải quyết chặt chẽ. Ông cho rằng khoa học tự nhiên dựa trên giả định rằng chủ thể và khách thể là phân tách và rằng kiểu Nhị Nguyên chủ nghĩa này sẽ chỉ dẫn tới sai lầm mà thôi. Ông đề xuất một mô thức mới mang tính toàn vẹn để khảo sát và nhận hiểu về thế giới và kinh nghiệm của chúng ta về thế giới ấy.